# HD 71801
HD 71801，又名CD-34 4842，SAO 199260、HR 3343，是一颗恒星，视星等为5.75，位于銀經254.6，銀緯2.03，其B1900.0坐标为赤經8h 24m 7.2s，赤緯-34° 2.03′ 57″。